# Peneothello cryptoleuca
La balia neoguineana fuligginosa (Peneothello cryptoleuca (Hartert, 1930)) è un uccello della famiglia dei Petroicidi originario della Nuova Guinea occidentale.

## Tassonomia
Descritta dall'ornitologo tedesco Ernst Hartert nel 1930, la balia neoguineana fuligginosa appartiene alla famiglia dei cosiddetti «pettirossi australasiatici», i Petroicidi o Eopsaltridi. Gli studi sull'ibridazione del DNA condotti da Charles Sibley e Jon Ahlquist spinsero gli studiosi a classificare questo gruppo nel parvordine dei Corvida, che comprende molti Passeriformi tropicali e australiani, tra i quali i Pardalotidi, i Maluridi, i Melifagidi e i Corvidi. Tuttavia, grazie a ricerche molecolari più recenti, è stato scoperto che i Petroicidi appartengono invece a uno dei rami più antichi dell'altro parvordine degli Oscini, i Passerida (o uccelli canori «avanzati»).
Attualmente vengono riconosciute tre sottospecie di balia neoguineana fuligginosa:
- P. c. cryptoleuca (Hartert, 1930) (Nuova Guinea nord-occidentale);
- P. c. albidior (Rothschild, 1931) (Nuova Guinea centro-occidentale);
- P. c. maxima Diamond, 1985 (monti Kumawa, Nuova Guinea occidentale).